# Campionato mondiale giovanile di scherma 1986
Il Campionato mondiale juniores di scherma del 1986 ("1986 World Juniors Fencing Championships") è stato organizzato dalla Federazione internazionale della scherma e si è svolto a Stoccarda in Germania dal 28 marzo al 1º aprile.
Nel fioretto, si sono aggiudicati i titoli del campionato mondiale il tedesco Thorsten Weidner, che ha battuto in finale il rumeno Romica Molea, e la rumena Reka Szabo che ha avuto la meglio sull'italiana Giovanna Trillini.
Nella spada il sovietico Sergej Kostarev ha battuto in finale il polacco Mariusz Rys, ottenendo il titolo mondiale juniores maschile.
Nella sciabola il sovietico Alexandor Panteleev prevale sul francese Laurent Couderc.

## Podi

### Uomini
| Specialità  | Oro                 | Argento         | Bronzo              |
| Individuali |                     |                 |                     |
| Fioretto    | Thorsten Weidner    | Romica Molea    | Zsolt Ersek         |
| Spada       | Sergej Kostarev     | Mariusz Rys     | Jean Baptiste Stern |
| Sciabola    | Alexandor Panteleev | Laurent Couderc | Andrea Franzini     |

### Donne
| Specialità  | Oro        | Argento           | Bronzo            |
| Individuali |            |                   |                   |
| Fioretto    | Reka Szabo | Giovanna Trillini | Zita Funkenhauser |

## Medagliere
| Pos.   | Nazione          | Oro | Argento | Bronzo | Totale |
| ------ | ---------------- | --- | ------- | ------ | ------ |
| 1      | Unione Sovietica | 2   | 0       | 0      | 2      |
| 2      | Romania          | 1   | 1       | 0      | 2      |
| 3      | Germania         | 1   | 0       | 1      | 2      |
| 4      | Italia           | 0   | 1       | 1      | 2      |
| 4      | Francia          | 0   | 1       | 1      | 2      |
| 6      | Polonia          | 0   | 1       | 0      | 1      |
| 7      | Ungheria         | 0   | 0       | 1      | 1      |
| Totale | Totale           | 4   | 4       | 4      | 12     |